# دحل أم وركين
دحل أم وركين هو أحد الدحول الواقعة جنوب الصمان في السعودية.